# Абдурасулов, Шункор
Шункор Абдурасулов (англ. Shunkor Abdurasulov; род. 25 мая 1998, Ташкент, Узбекистан) — узбекский боксёр-любитель и профессионал, выступающий в полулёгкой, и в лёгкой весовых категориях. Член национальной сборной Узбекистана по боксу, серебряный призёр Азиатских игр (2018), серебряный призёр Всемирных военных игр (2019), чемпион мира среди военнослужащих (2021), многократный победитель и призёр международных и национальных турниров в любителях.

## Биография
Хасанбой Дусматов родился 25 мая 1998 года в Ташкенте, в Узбекистане.

## Любительская карьера
В ноябре 2016 года стал бронзовым призёром на Молодёжном чемпионате мира в Санкт-Петербурге (Россия), в весовой категории до 56 кг. Где он в полуфинале по очкам проиграл американцу Марку Кастро, — который в итоге стал молодёжным чемпионом мира 2016 года.
В сентябре 2018 года, в Джакарте (Индонезия) стал серебряным призёром Азиатских игр, в весовой категории до 60 кг, в финале по очкам проиграв опытному монгольскому боксёру Эрдэнэбатыну Цэндбаатару.
В августа 2019 года он стал победителем XI Международного турнира памяти первого президента Чеченской Республики, Героя России Ахмат-Хаджи Кадырова в Грозном, в весовой категории до 60 кг, в финале по очкам победив россиянина Магомеда Шамсаева.
В октябре 2019 года, в Ухане (КНР) стал серебряным призёром Всемирных военных игр, в весовой категории до 60 кг, в финале по очкам проиграв французу Энцо Грау.
В конце сентября 2021 года стал чемпионом мира на 58-м чемпионате мира среди военнослужащих в Москве (Россия) проведённого под эгидой Международного совета военного спорта, в весе до 60 кг, в финале раздельным решением судей (счёт: 3:2) победив россиянина Константина Опольского.

## Профессиональная карьера
25 марта 2017 года начал профессиональную карьеру в Сингапуре, единогласным решением судей победив филиппинца Гилберта Иерусалима (дебют).

## Статистика профессиональных боёв
В таблице перечислены результаты всех поединков боксёров.
В каждой строке указан результат поединка. Дополнительно номер поединка обозначен цветом, который обозначает итог поединка. Расшифровка обозначений и цветов представлена в нижеследующей таблице.
| Пример | Расшифровка                     |
| ------ | ------------------------------- |
|        | Победа                          |
|        | Ничья                           |
|        | Поражение                       |
|        | Планируемый поединок            |
|        | Поединок признан несостоявшимся |
| КО     | Нокаут                          |
| ТКО    | Технический нокаут              |
| PTS    | Решение судей (по очкам)        |
| UD     | Единогласное решение судей      |
| MD     | Решение большинства судей       |
| SD     | Раздельное решение судей        |
| RTD    | Отказ от продолжения боя        |
| DQ     | Дисквалификация                 |
| NC     | Поединок признан несостоявшимся |

| 1 поединок, 1 победа (0 нокаутом). | 1 поединок, 1 победа (0 нокаутом). | 1 поединок, 1 победа (0 нокаутом). | 1 поединок, 1 победа (0 нокаутом). | 1 поединок, 1 победа (0 нокаутом). | 1 поединок, 1 победа (0 нокаутом). | 1 поединок, 1 победа (0 нокаутом).                                 |
| Бой                                | Рекорд                             | Дата боя                           | Соперник                           | Место проведения боя               | Раундов, время                     | Дополнительно                                                      |
| ---------------------------------- | ---------------------------------- | ---------------------------------- | ---------------------------------- | ---------------------------------- | ---------------------------------- | ------------------------------------------------------------------ |
| 1                                  | 1-0                                | 25 марта 2017                      | Гилберт Иерусалим (дебют)          | Арена OCBC, Сингапур, Сингапур     | UD 6 (6)                           | Счёт судей: 60-54, 59-55 (дважды). Дебют в профессиональном боксе. |